# Nyköping
Nyköping est une ville de Suède, chef-lieu de la commune de Nyköping dans le comté de Södermanland.
À une dizaine de kilomètres de la ville, se trouve l'aéroport de Skavsta dont la plupart des compagnies aériennes low-costs se servent pour desservir Stockholm.
À l'instar d'autres inspirations urbaines européennes, un complexe chinois près de Shanghaï a créé dans les années 2000 une ville nouvelle en reprenant le style suédois, en particulier de Nyköping.

## Sports

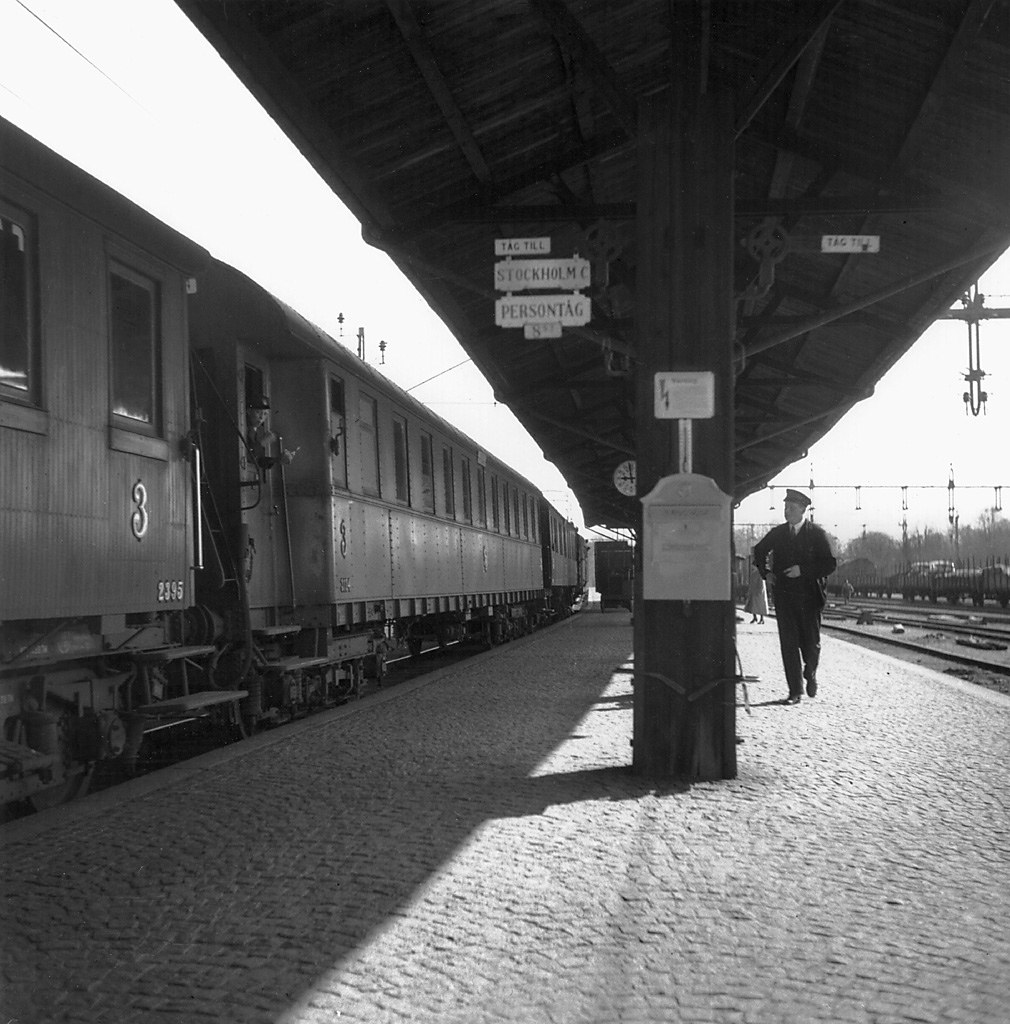
Train à la gare de Nyköping en 1939.

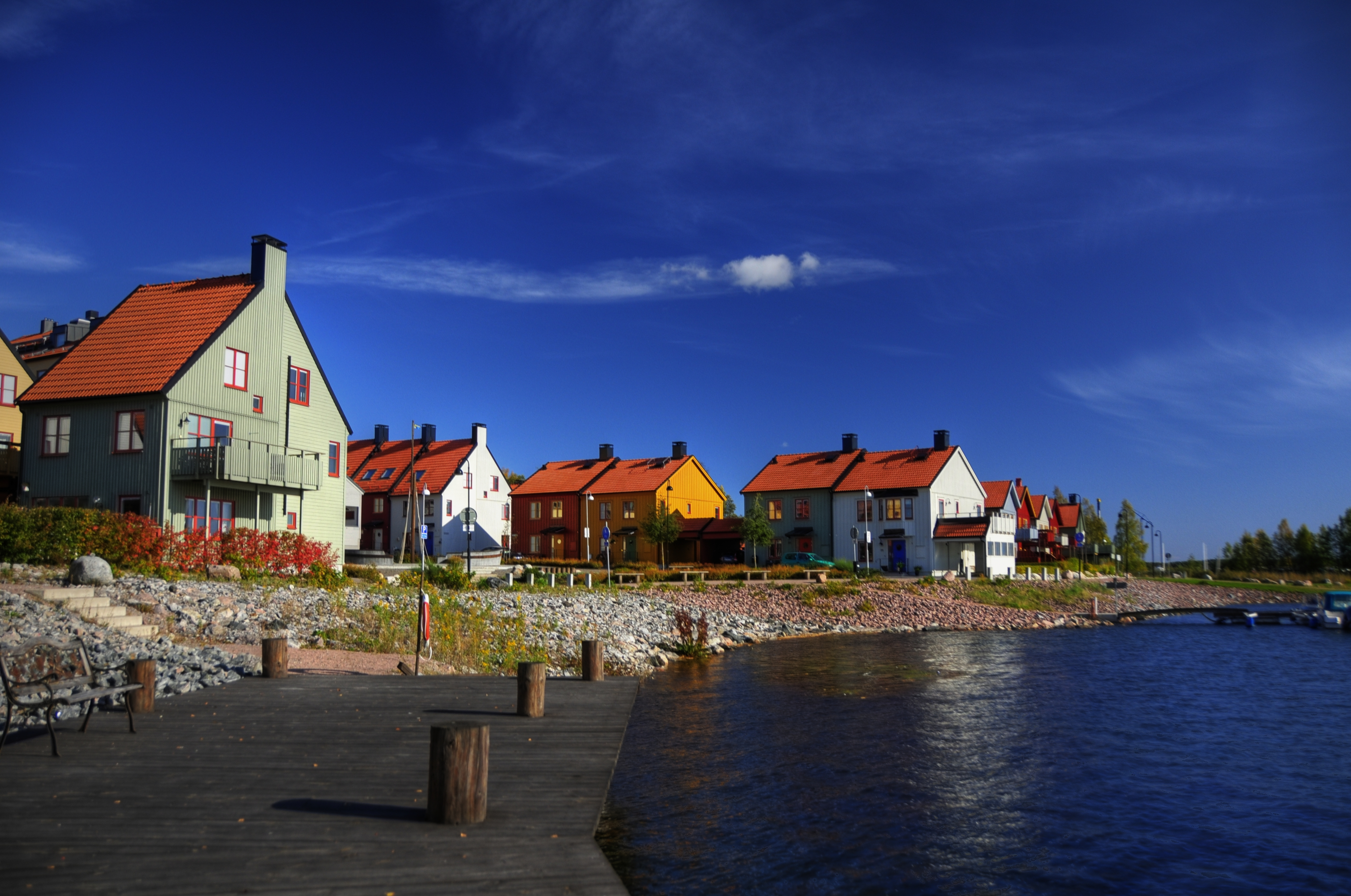
Des maisons typiques de la Suède à Nyköping.

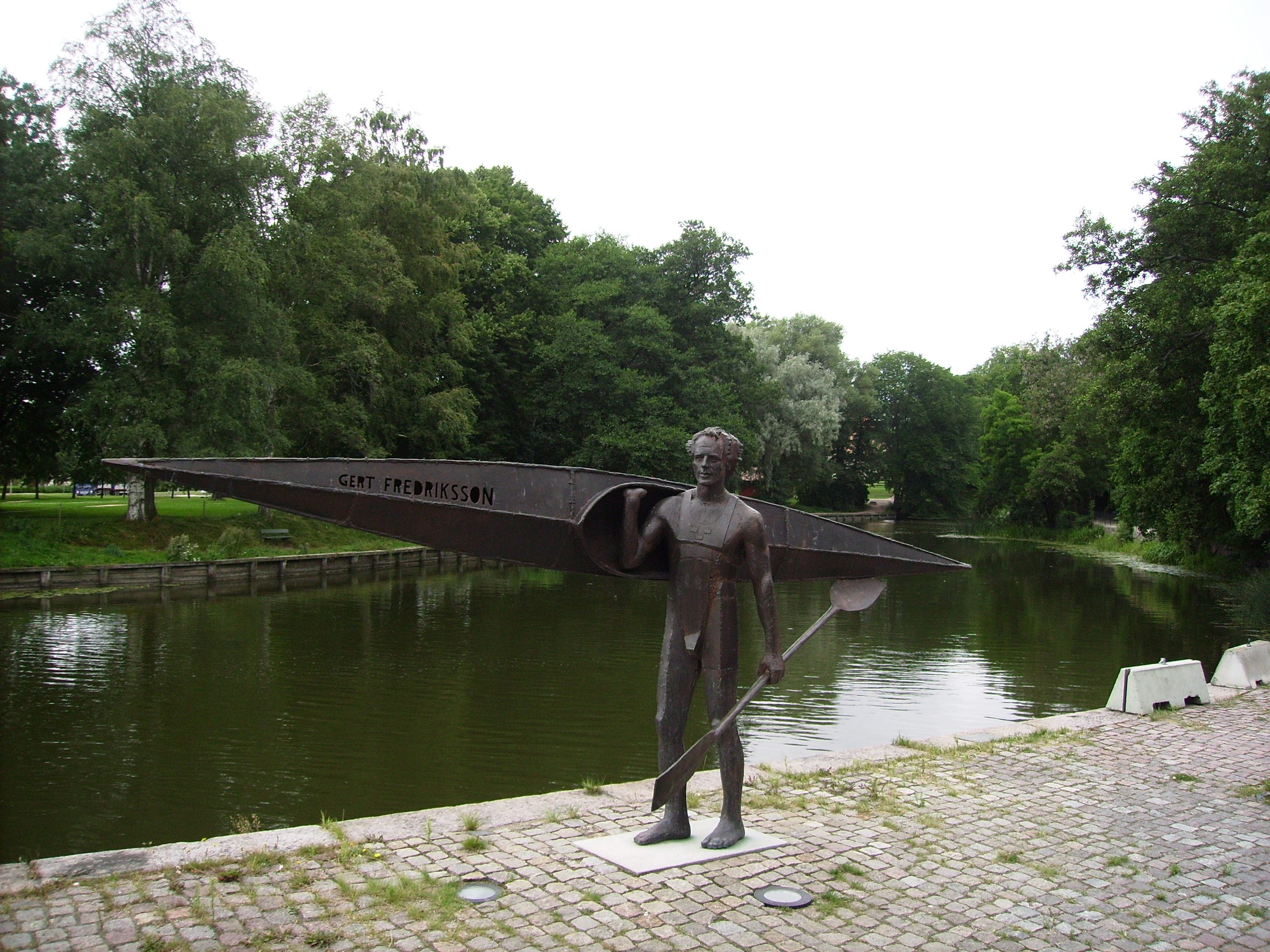
Statue de Gert Fredriksson à Nyköping.

- IK Nyköpings Hockey

## Personnalités liées à la ville
- Nicodemus Tessin le Jeune, architecte suédois, est né à Nyköping le 23 mai 1654.
- Gert Fredriksson (1919-2006), kayakiste six fois champion olympique, né à Nyköping.
- Sven-Olov Sjödelius (1933-2018), kayakiste, double champion olympique, né à Nyköping.